# Emanuele Severino
Emanuele Severino (Brescia, 26 febbraio 1929 – Brescia, 17 gennaio 2020) è stato un filosofo italiano.
Il suo pensiero filosofico intende collocarsi oltre tutta la storia della filosofia occidentale, che secondo Severino è permeata dal nichilismo.

## Biografia
Il padre era un militare di carriera siciliano originario di Mineo (CT) trasferitosi a Brescia, mentre la madre era una bresciana di Bovegno in alta Val Trompia. Il fratello maggiore, Giuseppe, di nove anni più anziano, era uno studente alla Normale di Pisa entrato in contatto con la filosofia di Giovanni Gentile nel corso della seconda guerra mondiale.
Emanuele Severino si formò a Brescia, presso il collegio cittadino dei Gesuiti "Cesare Arici"; fin dalla prima adolescenza manifestò uno spiccato interesse per la matematica, la fisica, unito a quello per la composizione musicale. Realizzò un'opera minore per strumenti a fiato che si ispirava a Robert Schumann e a Igor Stravinskij e che fu rappresentata con un discreto successo. La lettura del saggio sul bello musicale di Eduard Hanslick segnò il suo passaggio dalla musica alla riflessione sulla musica, nonché il primo accostamento alla filosofia. In quegli anni, le voci gentiliane del fratello si accompagnarono alla predilezione per le opere di Nietzsche e Schopenhauer.
Nel 1950 si laureò all'Università di Pavia come alunno dell'Almo Collegio Borromeo, discutendo una tesi su Heidegger e la metafisica, sotto la supervisione di Gustavo Bontadini. L'anno successivo ottenne la libera docenza in filosofia teoretica.
Nel 1951 sposò Esterina Violetta Mascialino, dalla quale ebbe due figli.
Dal 1954 al 1969 insegnò filosofia teoretica all'Università Cattolica del Sacro Cuore di Milano. I libri pubblicati in quegli anni entrarono in forte conflitto con la dottrina ufficiale della Chiesa cattolica, suscitando vivaci discussioni all'interno dell'Università Cattolica e nella Congregazione per la dottrina della fede (l'ex Sant'Uffizio). Dopo un lungo e accurato esame (condotto da Cornelio Fabro) la Chiesa proclamò ufficialmente nel 1969 l'insanabile opposizione tra il pensiero di Severino e il cristianesimo. Fabro ebbe a dichiarare:
(Quando la chiesa condannò Severino più ateo degli eretici, Il Giornale, 21 gennaio 2020)
Lasciata l'Università Cattolica, Severino venne chiamato all'Università Ca' Foscari Venezia, dove fu tra i fondatori della facoltà di lettere e filosofia, nella quale hanno insegnato o insegnano alcuni dei suoi allievi (Umberto Galimberti, Carmelo Vigna, Luigi Ruggiu, Salvatore Natoli, Italo Valent). Dal 1970 fu professore ordinario di Filosofia teoretica, diresse l'Istituto di filosofia (diventato poi Dipartimento di Filosofia e Teoria delle scienze e, oggi, Dipartimento di Filosofia e Beni Culturali) fino al 1989 e insegnò anche logica, storia della filosofia moderna e contemporanea e sociologia. Tra il 1995 e il 1997 cominciò una serie di pubblici colloqui col teologo tomista Giuseppe Barzaghi in cui pareva aprirsi lo spiraglio di una riconsiderazione della possibilità cristiana.
Nel 2005 l'Università Ca' Foscari Venezia lo proclamò Professore emerito; insegnò Ontologia fondamentale presso la Facoltà di Filosofia dell'Università Vita-Salute San Raffaele di Milano; fu Accademico dei Lincei e Cavaliere di gran croce. Ha anche collaborato, dal 1975, per alcuni decenni, con il Corriere della Sera e dal 1974 per pochi anni con Bresciaoggi.
Il 23 dicembre 2015 il Consiglio comunale di Bovegno gli conferì la cittadinanza onoraria con la seguente motivazione: "Discendente per parte di madre da antica famiglia bovegnese, ha contribuito con la sua opera in maniera rilevante al pensiero filosofico occidentale contemporaneo, sulle orme degli antichi filosofi greci. Nella sua autobiografia ha espresso il suo legame con la terra avìta di Bòvegno che onorata, lo vuole annoverare tra i suoi concittadini più illustri".
È scomparso a Brescia il 17 gennaio 2020 dopo una lunga malattia.

### Politica e società
Severino ha spesso criticato sia il capitalismo sia il comunismo, fonti dell'heideggeriana "vita inautentica" in quanto espressioni di "dominio della tecnica", ma anche la sinistra in quanto "non è più socialdemocrazia", rilasciando anche dichiarazioni sul suo punto di vista sul passato e sull'avvenire dell'Italia: 
e criticando "l'assolutismo cattolico e comunista", oltre che tacciando la magistratura di "ingenuità", poiché processando una classe politica a fondo ha rivelato la contiguità anche con la criminalità organizzata, figlia della guerra fredda e, secondo Severino, impossibile da debellare integralmente in pochi anni senza debellare lo Stato stesso, causando notevoli problemi.

### Critiche
Cornelio Fabro collocò Severino agli antipodi di Hegel, nell'ambito dell'idealismo di Giovanni Gentile che identificava pensiero ed essere. Lo accusò di essere un nichilista, pur riconoscendogli una "coerenza ferrea" e aver definito Ritornare a Parmenide come uno degli articoli più stimolanti della filosofia contemporanea. Severino riconobbe Fabro come l'autore "della comprensione più penetrante e più concreta del suo lavoro".
Oltre alle citate critiche cattoliche, Martin Heidegger parlando con Cornelio Fabro a Roma ebbe a dire a proposito di "Ritornare a Parmenide" di Severino: "Severino ha immobilizzato il mio Dasein!" Già da molto prima, alcuni appunti di lavoro heideggeriani testimoniano come Martin Heidegger seguisse il giovanissimo Severino (da uno studio di Francesco Alfieri e Friedrich von Herrmann). Severino è stato criticato dal matematico e logico Piergiorgio Odifreddi, in risposta a un giudizio critico dello stesso Severino su un'opera di Odifreddi, ovvero l'introduzione scritta per l'edizione italiana di L'ABC della relatività di Bertrand Russell, dove venivano citati alcuni filosofi (tra cui Severino stesso, Heidegger, Croce e Deleuze), secondo Severino in maniera non congrua e "alla rinfusa"; il matematico ha accusato invece Severino di non considerare l'importanza della scienza (come già fecero i neoidealisti, come Croce e Gentile), a differenza di grandi filosofi del passato che avevano studiato a fondo alcune teorie (facendo l'esempio di Kant, Nietzsche e Cartesio, matematico lui stesso). Nel dialogo tra Severino e Alessandro Di Chiara, Oltre l'uomo e oltre Dio (2002) la filosofia della necessità si contrappone alla filosofia della libertà. Aldo Stella, autore di numerose opere di filosofia teoretica, ha rivolto rilevanti critiche al suo pensiero, che trovano espressione, in particolare, in due volumi dedicati a "La struttura originaria" (struttura che, per Stella, equivale alla "relazione"). Fra i pensatori non accademici che hanno criticato Severino vi è Marco Pellegrino, il quale gli rimprovera lo scorretto uso del principio di non contraddizione.
Marco De Paoli ("La fiamma e la lampada" in "Paradigmi", 1991, n. 26 con la risposta di Severino nel n. 28, e poi nel libro "Furor Logicus" del 2009),  critica come riduttivo l'implicito presupposto empiristico e humeano da cui Severino trae la paradossale affermazione che la legna accesa nel camino (evento A) e la cenere successiva (evento B) sarebbero eventi non causalmente connessi, e nega che la presunta eternità degli enti che ne viene dedotta, anche concessa, abbia valenza salvifica. 
Secondo padre Battista Mondin, Severino identificò arbitrariamente l'essere con l'ente, attribuendo a quest'ultimo le proprietà esclusive del primo, tra cui l'eternità e l'immutabilità. L'esperienza quotidiana risulta in contraddizione con tale tesi.
Secondo il filosofo Sossio Giametta, Severino si atteggiò tragicomicamente a un finto mistico che viveva in un perenne stato di estasi, descrivendo in decine di libri l'Essere gioioso e glorioso che nulla ha da temere dal suo contrario, il divenire e il nulla.
Nell'articolo "Severino e il nulla" su "la Rivista dei Libri" (giugno 1997), lo studioso di Storia della filosofia Massimo Mugnai sostenne che l'errore logico ed ontologico fondamentale sia stato quello di dedurre la funzione - della copula "è" - di esistenza partendo dal significato di essere come appartenenza/predicazione: pertanto, l'asserita "scoperta" severiniana che la fede nel divenire sia nichilismo è completamente errata. L'articolo suscitò un aspro confronto tra Mugnai e Severino, pubblicato dalla stampa (in particolare l’inserto Domenicale del Sole 24 Ore a cura di Armando Massarenti), a cui parteciparono alcuni filosofi italiani, a sostegno di Severino, tra cui Gianni Vattimo e l'allievo Umberto Galimberti.
Secondo il critico letterario Alfonso Berardinelli, Severino si limitò a riproporre la consueta tesi dell'essere e del divenire come mera apparenza, ponendosi al di sopra di tutti i pensatori della tradizione occidentale.

## Pensiero
Nei suoi scritti fa spesso riferimento a pensatori come Parmenide, Eraclito, Aristotele, Hegel, Nietzsche, Leopardi, Heidegger e Gentile. Secondo Severino il pensiero di Giacomo Leopardi, Nietzsche e Giovanni Gentile è l'apice della follia del nichilismo. Severino considera questi tre filosofi come i tre più grandi geni che hanno portato all'estremo la concezione greca del Nulla, ovvero l'entrare e l'uscire degli enti dal Nulla.

### L'essere e la struttura originaria
Buona parte del lavoro speculativo di Severino (specie quello della prima fase della produzione) è incentrato sull'essere. Due sono i testi fondamentali al riguardo: La struttura originaria (1958) ed Essenza del nichilismo (1972). Per Severino l'essere è l'immediato ovvero l'esperienza mentre gli enti sono i significati (= cose significanti = significare delle cose).
Ne La struttura originaria si legge: "Il termine «essere» indica una sintesi - che dovrà essere accuratamente esaminata - tra il significato «essere» (essere formale) e i significati costituiti dalle determinazioni che, appunto, sono. O col termine «essere» si intende una complessità o concretezza semantica i cui momenti astratti sono l'essere formale e le determinazioni, inizio di questa formalità". Nel linguaggio del filosofo bresciano, le "determinazioni" dell'essere sono gli enti o, meglio, la totalità delle configurazioni che appaiono di un ente. In sintesi, per Severino l'essere è l'immediata (= non mediata) unione dell'essere formale (= la condizione necessaria perché qualcosa possa esistere o l'universale astratto o l'identità bilaterale di soggetto e oggetto, quindi l'essere formale ha un significato ben più profondo  sia dal verbo essere che dalle particolari e mutevoli determinazioni che l'ente può assumere) con gli enti (= qualsiasi cosa, materiale o immaginaria, "che è"). Come esplicitato nel par. 9 dell'introduzione, è nichilistico ritenere separato (dal tempo cioè il comparire e lo scomparire) l'ente dall'essere. In questo modo l'essere si manifesta fenomenicamente come l'Intero (semantico) e logicamente come Necessità, in ambo i casi come assoluto positivo in contrapposizione al non essere cioè al nulla (che è assoluta negatività). L'ente invece è l'universale concreto.
È utile precisare che Severino denomina la struttura originaria (rif. introduzione all'opera, cap. 1) come "La struttura originaria della verità dell'essere" e che la definisce come "il luogo, già da sempre aperto, della Necessità e del senso originario della Necessità". In incipit all'opera vi si legge: "la struttura originaria è l'essenza del fondamento [omissis] e cioè lo strutturarsi della principialità, o dell'immediatezza". Sintetizzando: la struttura originaria è la Necessità (che l'essere non sia non essere o, che per l'autore è la medesima cosa, che gli enti non siano). Sostanzialmente, la struttura originaria va intesa come l'apparire degli essenti nel loro esser sé e non altro da sé e, di conseguenza, nel non essere quell'assolutamente altro da sé che è il nulla. Nicoletta Cusano la descrive come "lo scheletro dell’essere, la sua grammatica di base, la sua ‘sintassi’ fondamentale". "Originaria" significa che la struttura non deriva da altro giacché è causa sui. L'originario è il fondamento assoluto essendo autonomo e autosufficiente (che però, per Severino, non è dio, ritenuto dal filosofo un concetto assurdo e nichilista in quanto risultato dell'alienazione della metafisica ovvero del pensiero dell'Occidente, come la tecnica).
Nel par. 7 "Il Tutto e la contraddizione dell'originario" dell'introduzione, Severino denomina la Struttura originaria l'"originario" (o "giudizio originario") e dice che il Tutto (o infinito o totalità degli enti) è il significato concreto dell'originario; il Tutto si nasconde nell'originario. Nel par 10 "Che cosa significa pensare" egli spiega che "al di fuori del nichilismo dell'Occidente, il senso essenziale del pensiero è l'apparire del Tutto. E l'apparire è eterno, come ogni ente". In sintesi, l'identità tra essere e pensiero si manifesta presso la struttura originaria.
Un altro testo in cui Severino tratta diffusamente questo complesso argomento è Heidegger e la metafisica (Adelphi, 1994), in particolare lo scritto a compendio dell'opera, la cui prima edizione fu pubblicata nel 1950, La struttura dell’essere.
Nella Struttura Originaria si scorgono i germi di alcune delle posizioni che hanno reso celebre Severino (ad esempio l'eternità degli enti); d'altra parte taluni pensieri sono stati poi parzialmente rivisti (ad esempio, negli scritti successivi il determinismo è divenuto radicale e totale mentre la libertà è assunta a errore nichilista).
Interessante rilevare che nel par. 19 del cap. I dell'opera, Severino definisce la filosofia (sulla base dell'etimo): "interessamento per ciò che sta originariamente in vista" e, nel par 24 del medesimo capitolo, "apertura del fondamento di ogni possibile sapere".

### L'eternità di tutti gli essenti
All'interno di quel cerchio, la cenere non è la sorte toccata alla legna; essa non grida, ma tace la sorte della legna. In quel cerchio, la legna non diventa cenere, così come gli uomini non diventano polvere: la cenere è il successore della legna; la polvere dell'uomo. Ma l'annientamento di ciò che muore non appare.»
(Emanuele Severino, La strada)
L'ente è, letteralmente, "ciò che è": per Severino (che lo denomina più frequentemente essente) è "tutto ciò che non è nulla". Tutto non va inteso solo nel senso degli elementi materiali del reale ma anche nel soggetto (l'individuo umano, la coscienza, l'io), negli oggetti della natura nonché nelle determinazioni immateriali/ideali ovvero gli enti astratti (un evento, un concetto, un pensiero).
Severino affronta l'antico problema radicalizzato da Platone e Aristotele e ripreso poi in epoca moderna da Heidegger: il problema dell'essere. Per Severino, tutte le filosofie costituitesi precedentemente sono caratterizzate da un errore di fondo: la fede nel senso greco del divenire. Sin dagli antichi greci, infatti, un ente (ovvero un qualcosa che è) viene considerato come proveniente dal nulla, dotato temporaneamente di esistenza e successivamente ritornante nel nulla.
Rifacendosi al pensiero di Parmenide, Severino è stato definito come fondatore di un neoparmenidismo, di cui sarebbe l'unico esponente, peraltro criticato in senso anti-metafisico da Gennaro Sasso e da Mauro Visentin, i quali sostengono, rovesciando la sua tesi, come, contrariamente all'opinione diffusa, in Parmenide esista invece un deciso rifiuto della metafisica.
Severino, riflettendo sull'opposizione assoluta tra essere e non-essere, dato che tra i due termini non vi è nulla in comune, ritiene evidente che l'essere non può non rimanere costantemente uguale a sé stesso, evitando di rimanere alterato dall'altro da sé. Anzi, essendo l'essere la totalità di ciò che esiste, non può esserci altro al di fuori di esso dotato di esistenza (Severino rifiuta, quindi, il concetto di differenza ontologica così come è stato avanzato da Heidegger). Per Severino, quindi, tutta la storia della filosofia occidentale è basata sull'errata convinzione che l'essere possa diventare un nulla, sebbene alcuni filosofi, come Schopenhauer, abbiano tentato di negare tale assunto.
Ma, mentre Parmenide tentava di risolvere il conflitto tra il divenire e l'immutabilità dell'essere affermando l'illusorietà del divenire (negando l'esistenza delle cose del mondo e cadendo quindi in un'aporia), Severino sceglie una via differente, portando il suo pensiero a delle tesi estreme.
Dato che l'essere è, e non può mai diventare un nulla, «ogni essente è eterno». Ogni cosa, ogni pensiero, ogni attimo sono eterni. Il divenire temporale non può, quindi, che rappresentare l'apparire successivo degli eterni stati dell'essere, così come i fotogrammi di una pellicola si susseguono sino a formare lo svolgimento completo di un film. Gli enti entrano ed escono da quello che Severino chiama "cerchio dell'apparire". Ciò significa che, quando un ente esce dal cerchio dell'apparire, non diviene un nulla, ma si sottrae semplicemente alla vista: dunque, le cose esistono anche quando scompaiono ovvero non si vedono ("vedere senza vedere", dice Donato Sperduto in una tragicommedia sul pensiero severiniano). Riprendendo la metafora di Plotino, afferma che il divenire degli enti è come lo scorrere degli oggetti sulla superficie di uno specchio. Le cose, infatti, esistono prima di entrare nel campo visivo dello specchio e ovviamente continuano ad esistere anche dopo esserne uscite. Non solo Plotino, ma anche Agostino d'Ippona, con un'immagine simile, definì il tempo come immagine mobile dell'Eterno. Nel pensiero di Severino, tuttavia, l'eternità non è limitata a un Dio che dà e toglie la vita agli Enti, facendoli entrare e uscire dallo specchio (senza che nulla esista prima e dopo), ma si estende anche a tutti gli enti che nel divenire si manifestano.

### Dimostrazione dell'eternità di tutti gli essenti
La dimostrazione severiniana dell'eternità di tutti gli essenti si basa sostanzialmente sul principio di non contraddizione, ma non nella versione che ne dà Aristotele nel De Interpretatione. In essa anzi "il discorso del tramonto del senso dell'essere... trova la sua formulazione più rigorosa e più esplicita".
Bisogna invece "ritornare a Parmenide", correggerne - con Platone - l'esito aporetico, dimostrando che l'evidenza fenomenica non è in contrasto col principio di non contraddizione, ma scoprendo anzi che il divenire così come Platone lo pensa, come uscire dal nulla e ritornare nel nulla, non appare affatto, non è affatto "evidente".
Di qui si potrà proseguire su una via (quella indicata da Parmenide, il "sentiero del giorno") ben diversa da quella imboccata con Platone dal pensiero occidentale.
Consideriamo la proposizione parmenidea: "...è infatti l'essere, il nulla non è": tale proposizione esprime l'opposizione "assoluta" tra i termini "essere" e "non essere"; pertanto ogni essente, in quanto ent-e, è assolutamente opposto al nulla e non ci può essere né un tempo né uno stato in cui un ente non sia, come pensa invece il principio di non contraddizione aristotelico: "è necessario che l'essere sia, quando è, e che il non-essere non sia, quando non è". Quest'enunciato esprime il pensiero di un tempo, una condizione, in cui l'ente è nulla, in cui essere=nulla. Questa impossibile ed impensabile contraddizione costituisce la "follia essenziale" in cui cresce e sta, senza esserne consapevole, tutto il pensiero occidentale.
Infatti il pensiero occidentale pensa sì, consapevolmente, l'ente come essere, ma insieme come diveniente (pensa cioè che esca dal nulla e ritorni nel nulla). Ad esso sfugge invece che ciò equivale a pensare l'ente come nulla; e questo è il nichilismo più proprio, la follia che si annida nell'inconscio della filosofia, della scienza e della tecnica.
In Tautótês, Severino osserva "Inteso come divenir altro da sè - identificazione -, il divenire non può esistere, è nulla". Da questo passaggio si comprende perché il filosofo sostiene che la fede nel divenire, causata dalla metafisica che, da Platone in poi, ha entificato l'essere, sia - insieme alla tecnica - la follia dell'Occidente.

### La differenza ontologica
Per Heidegger, l'essere non è un ente tra gli enti. Esso rappresenta piuttosto l'apparire ontologico degli enti, e per questo motivo viene definito un transcendens rispetto all'ente. Severino rigetta la concezione heideggeriana, affermando che la totalità dell'essere è costituita dalla totalità degli enti. La vera differenza ontologica è quindi per Severino quella che si costituisce tra l'essere (l'ente) diveniente e quello immutabile.
L'essere che appare e scompare non è lo stesso essere immutabile, ma è anch'esso eterno. Entrambi esistono, ma in differenti dimensioni. L'essere come fondamento è una struttura eterna e non soggetta ad alcun mutamento.

### Tutto è avvolto (fino alla morte) dal nichilismo
Un po' tutti i filosofi che l'hanno avuto sottomano hanno inteso il nichilismo come allontanamento dalla verità, e l'hanno dunque declinato a seconda dell'idea di verità a cui stavano pensando.
Nella prospettiva severiniana dell'eternità di tutte le cose, il nichilismo è dunque il credere che le cose siano mortali, ovvero che l'essere possa non essere, ed uscire e rientrare nel nulla, ovvero credere nel divenire delle cose. Credere infatti che le cose escano dal nulla e vi ritornino equivale ad identificare l'essere con il nulla: quindi si parla di pura "follia". Al di fuori della follia appare l'eternità di ogni cosa e di ogni evento. Al di fuori del nichilismo il sopraggiungere dell'ente è il comparire o lo sparire dell'eterno. Il divenire dell'essere è un'opinione senza verità. L'Occidente non domina il mondo casualmente o perché ha una possibilità offensiva superiore; ma, al contrario, ha una possibilità offensiva superiore perché domina il mondo che crede nelle sue stesse imprescindibili idee guida (scienza, volontà di potenza, tecnica, salvezza, ecc.) e quindi in una cultura che ritiene più avanzata – e dove dunque l'avanzamento non è una virtù morale, ma la capacità di capire e fare più cose per sopravvivere all'imprevedibilità dell'esistenza.

### Nichilismo, morte e destino
Severino ritiene che la filosofia abbia sempre cercato riparo contro il terrore che scaturisce dall'imprevedibilità dell'esistenza perché innanzitutto si è sempre creduto nell'evidenza del divenire degli enti, del loro uscire dal nulla e rientrarvi. Anche le grandi forme di epistème come quelle di Aristotele ed Hegel, che tendono a dare un ordine ed una configurazione prestabiliti all'esistenza, si muovono sullo stesso terreno.
L'intera storia dell'Occidente è quindi per Severino storia del nichilismo. La radicale distruzione dell'epistème operata da parte della filosofia contemporanea e la rapida ascesa della scienza moderna ai vertici del sapere sono conseguenze inevitabili di questa forma di pensiero (la civiltà della tecnica è, infatti, la forma estrema di volontà di potenza o, detto in altre parole, il fine della tecnica è l'incremento della potenza). Secondo la logica severiniana, tutto ciò che appare lo fa in maniera necessaria ed il progressivo manifestarsi degli eterni non segue, quindi, una sequenza casuale. Ciò significa che la libertà dell'uomo non esiste, ma appare all'interno di quell'essente (anch'esso eterno) che è il nichilismo dell'Occidente. Ed è proprio all'interno dell'Occidente che appare il "mortale" come noi lo conosciamo.
Ma, per Severino, l'Occidente è destinato al tramonto, per fare spazio al Destino della verità, la verità che testimonia la follia della fede nel divenire. Solo all'interno del Destino della verità la morte acquista un significato inaudito: in realtà la morte è la persuasione dell'assentarsi dell'eterno.

### Dio e il Superdio
Da quanto detto precedentemente appare chiaro come nel pensiero di Severino non ci sia posto per il Dio comunemente inteso; da qui il contrasto insanabile con la Chiesa Cattolica.
Nel corso della storia della filosofia, e nel pensiero della Chiesa cattolica in particolare, l'affermazione dell'esistenza di qualcosa di immutabile (tra cui Dio in tutti i diversi modi nei quali filosofia e religione lo hanno concepito) è sempre stata fatta partendo dal presupposto che il divenire non significhi necessariamente la nascita dal nulla e il tornare nel nulla delle cose che in esso si presentano. Quest'affermazione è, inoltre, sempre avvenuta con l'intento di risolvere le varie contraddizioni che quel presupposto implica e di inventare un "rimedio" per l'"angoscia" che il pensiero dell'annientamento provoca. Questo genere di immutabilità è, quindi, di segno diverso da quella che compete agli enti sulla base dell'impossibilità assoluta che qualcosa si annulli. Per questo motivo è impossibile che esista un Dio come è stato pensato dalla religione e dalla filosofia. A maggior ragione è impossibile per Severino che esista il Dio del cristianesimo, che è tradizionalmente concepito come dotato della capacità di creare gli enti dal nulla e di mantenerli in esistenza grazie alla sua libera volontà (altrettanto libero potrebbe essere, per Dio, l'"annichilimento" - diverso dal concetto fisico di annichilazione -, e cioè la volontà di far cessare la durata della loro esistenza per farli ritornare nel nulla).
Essendo ogni ente eterno, non può esserci né creazione né annientamento, e quindi neanche un Dio comunemente inteso. Alla luce del "Destino della verità", ogni ente, anche il più insignificante, acquista un significato inaudito. L'uomo si porta quindi radicalmente al di là del superuomo e della volontà di potenza: l'uomo è un "superdio", ben più grande del Dio della tradizione religiosa. L'inconciliabilità fra la dottrina dell'Essere di Severino e il Tomismo è stata sostenuta da Cornelio Fabro. Egli notò che la categoria metafisica di causa, secondo Severino, "è stata la rovina dell’Occidente perché, mentre pretendeva di dimostrare l’esistenza di Dio, ha portato alla volontà di potenza [omissis]".
Il teologo e frate domenicano tomista Giuseppe Barzaghi, con cui Severino ha più volte dialogato pubblicamente dal 1995, ha mostrato la possibilità di utilizzare le intuizioni severiniane sull'eternità dell'essente proprio per affermare l'esistenza di Dio e ricondurre il pensiero del filosofo all'alveo cristiano da cui si è staccato (entrambi sono stati alunni, all'Università Cattolica, del filosofo cattolico e apologeta Gustavo Bontadini). Severino, pur non rivedendo pubblicamente il suo punto di vista sull'esistenza di Dio, ha apprezzato ed elogiato la proposta di padre Barzaghi.

### Necessità dell'oltrepassamento
Con il libro La gloria (2001), Severino giunge, tra le altre cose, alla dimostrazione necessaria dell'esistenza degli "altri". Quando Cartesio infatti scopre che la carta vincente della scienza è la conferma delle ipotesi da parte dell'"esperienza", e cioè da parte della "presenza certa a me" da parte delle cose, si apre il problema della fondazione dell'esistenza appunto di altre dimensioni che come la mia accolgono l'accadere del mondo, ma che a differenza della mia non sono apparenti, non sono cioè da me "visibili". I fallimenti dei tentativi di soluzione a tale problema (eminentemente proposti ad opera della fenomenologia, sì che questo problema fu certamente uno dei più cogenti all'interno del discorso filosofico di Husserl), a cominciare da quello di Cartesio, si determineranno essenzialmente per l'assenza del senso autentico dell'essente e del senso dell'"oltrepassamento"."L'oltrepassamento dell'attualità nella costellazione infinita di cerchi finiti dell'apparire del Destino" è necessità dell'esistenza di un altro apparire finito, diverso da quello attuale.
Nella Gloria, Severino perviene alla fondazione del senso autentico
dell'"oltrepassamento", dopo aver stabilito nelle opere precedenti che il divenire autentico (cioè non nichilistico) non è il crearsi e l'annullarsi dell'essente, ma il comparire e lo sparire di ciò che è eterno.
Ma è in questa sede innanzitutto fondamentale precisare, a partire da
considerazioni svolte dallo stesso Severino in Destino della Necessità (1980) che le cose della "terra" (termine con il quale Severino designa la
dimensione degli essenti che via via appaiono – e che, per contro, il nichilismo pensa come fuoriuscenti dal nulla ed al nulla ritornanti) "incominciano" ad apparire (il loro apparire esce cioè dall'ombra del non-apparire ed entra nel cerchio dell'apparire). Con "cerchio dell'apparire" si intende, qui, la totalità degli enti che appaiono: è, cioè, l'apparire in quanto ha come contenuto tutto ciò che appare (ossia è l'apparire "trascendentale"); l'apparire delle cose della terra, quell'apparire incominciante di cui sopra, è, perciò, la relazione tra il cerchio dell'apparire (l'apparire trascendentale) e una parte del suo contenuto.
È altrettanto fondamentale precisare che l'incominciare della terra (a sua
volta eterna), non aggiunge alcunché al Tutto eterno – che è, con Parmenide,
appunto "non incompiuto" [ouk ateleuteton], "non
manchevole" [oulon achineton] (Parmenide, fr. 8, vv 38, 33, 38). Anche
l'incominciante apparire, difatti, è eterno: il suo incominciare è il suo
entrare nel cerchio dell'apparire. Entrandovi, naturalmente, appare – ma questo apparire dell'entrare è lo stesso entrare, ossia è quello stesso di cui si dice che, eterno, entra nel cerchio dell'apparire. E, così come ogni ente, anche l'appartenenza della terra al cerchio dell'apparire è eterna.
L'eterna appartenenza al cerchio dell'apparire entra nel cerchio eterno
dell'apparire. Entrandovi, appare, e quest'ultimo apparire è lo stesso apparire incominciante in cui consiste l'incominciante appartenenza della terra al cerchio dell'apparire. L'apparire incominciante è cioè apparire di sé stesso (e di tutte le altre cose che incominciano ad apparire), ed è questa autoriflessione dell'apparire incominciante ciò che entra nel cerchio
dell'apparire e incomincia a far parte del contenuto di questo cerchio.
Ma ogni essente che incomincia ad apparire (ogni oltrepassante) è destinato
ad essere oltrepassato: diventerebbe, altrimenti, condizione indispensabile
dell'apparire degli essenti e quindi originarietà che sarebbe dovuta apparire già da sempre. Un oltrepassante che sia non oltrepassabile è impossibile, perché altrimenti esso dovrebbe iniziare ad appartenere allo "Sfondo" (e Severino intende, con questo termine, quel complesso di significati, o "costanti persintattiche" – costanti sintattiche di ogni significato –, senza i quali non apparirebbe nulla, motivo per cui non possono non essere sempre presenti. Tra questi ad esempio vi sono i significati «essere» e «nulla».) Inoltre,
la serie progressiva degli essenti che via via appaiono è necessariamente
finita; infatti, se in direzione del passato fosse estensibile all'infinito, ci vorrebbe un percorso infinito, e quindi mai concluso, per giungere al momento attuale. C'è quindi un primo passo compiuto dalla terra.
La totalità attuale di ciò che è destinato ad apparire è, per quanto sopra
esposto, necessariamente oltrepassata. Ma in che senso?
Essa non è, difatti, oltrepassata dall'apparire infinito – giacché l'apparire infinito (l'infinito oltrepassarsi da parte delle forme proprie dell'apparire finito – dove la Gloria è, per Severino, proprio questo infinito dispiegarsi) non è un oltrepassamento incominciante, ma è l'oltrepassamento già da sempre ed eternamente compiuto della totalità del finito. La totalità attuale dell'incominciante è, dunque, necessariamente oltrepassata da un incominciante – il quale non può apparire attualmente, ma è tuttavia necessario che appaia (in quanto l'incominciare è incominciare ad apparire), e che quindi è necessario che appaia sopraggiungendo in un cerchio diverso, altro, dal cerchio originario dell'apparire. La totalità simpliciter degli essenti-che-sono-degli-oltrepassanti (la totalità dell'oltrepassante, cioè, che include come parte la totalità attuale dell'oltrepassante) non può essere a sua volta oltrepassata, perché ciò che la oltrepasserebbe sarebbe un oltrepassante non incluso nella totalità dell'oltrepassante; e se l'oltrepassante (cioè l'incominciante) che oltrepassa la totalità degli oltrepassanti non fosse a sua volta oltrepassato, esso sarebbe quel contenuto impossibile che è, appunto (per
quanto sopra esposto), l'incominciante non-oltrepassabile.
Poiché la terra oltrepassa anche l'attualità dell'apparire del cerchio
originario, sopraggiungendo in un cerchio diverso, il contenuto incominciante che appare nel cerchio originario dell'apparire attuale, è oltrepassato (infinitamente) in due direzioni:
(a) In quanto contenuto incominciante, esso è oltrepassato lungo il dispiegamento infinito del contenuto attuale del cerchio originario (o, per utilizzare il lessico severiniano, lungo la Gloria del dispiegamento infinito della terra che si inoltra nel cerchio originario). Ma non è in quanto tale contenuto è attuale che esso viene oltrepassato lungo il dispiegamento infinito del contenuto attuale.
(b) In quanto contenuto attuale (in quanto, cioè, alla sua attualità) il contenuto incominciante è oltrepassato invece in un altro cerchio – e in un'infinità di altri cerchi dell'apparire. L'oltrepassante-incominciante, qui, entra nell'apparire non attuale. Anche questa seconda direzione dell'oltrepassamento è un dispiegamento infinito nella Gloria, ma, appunto, nella gloria che consiste nell'infinito sopraggiungere, nel cerchio originario, della costellazione infinita degli altri cerchi. La gloria è l'unità di queste due dimensioni.
La dimensione dell'essente, che incomincia cioè ad apparire nel cerchio originario, è necessariamente oltrepassata da un'altra dimensione dell'essente (perché l'incominciante non può incominciare ad appartenere all'essenza dello Sfondo, non incominciante e non tramontante, del cerchio originario); ma anche l'attualità dell'essente che incomincia ad apparire – ossia anche l'apparire (che, in quanto tale, è apparire attuale) dell'essente che incomincia ad apparire – incomincia ad apparire, sì che (per lo stesso motivo) è necessariamente oltrepassata in un altro cerchio dell'apparire; e anche la sintesi tra l'attualità del cerchio originario e l'attualità in sé dell'altro cerchio incomincia ad apparire nel cerchio originario, quando in esso incomincia ad apparire ciò che ne oltrepassa l'attualità; e dunque (per lo stesso motivo) tale sintesi è oltrepassata in un terzo cerchio (e, cioè, l'attualità in sé dell'altro cerchio non è oltrepassata solo nel cerchio originario, ma necessariamente in un terzo cerchio) – e così all'infinito.
In definitiva, l'oltrepassamento dell'attualità di un cerchio non avviene solo lungo la dimensione "verticale" del singolo cerchio, ma anche lungo quella "orizzontale" della costellazione di cerchi del Destino.
L'oltrepassamento hegeliano, invece, conserva "idealmente", cioè astrattamente, ciò che oltrepassa, e non realmente, determinandone la distruzione. In un contesto siffatto è fondata l'impossibilità dell'esistenza degli "altri", perché l'altro, che è il mio oltrepassante, determinerebbe il mio superamento, e mi consegnerebbe ad una dimensione puramente ideale. Infatti nel sistema hegeliano l'esistenza degli altri significa l'esistenza di soggetti empirici, sensibili, che è quindi comunque interna all'esistenza produttiva dell'unico "Io".
Il nichilismo è un essente che incomincia ad apparire, ed è quindi destinato ad essere oltrepassato. L'essente che oltrepassa il nichilismo è l'essente che porta al tramonto l'isolamento del senso delle cose dalla verità. Il nichilismo è, infatti, pensare e vivere le cose come nulla in quanto delle cose non appare il legame alla struttura originaria della verità, e quindi non appare l'eternità. L'essente, o la dimensione di essenti, che porta al tramonto l'isolamento del senso delle cose dalla verità è la "Gloria" (cioè la manifestazione) della verità stessa. L'ampiezza dell'isolamento non coinvolge solo il legame tra i singoli essenti e la verità, ma anche il legame tra gli infiniti cerchi dell'apparire, il loro passato e il futuro del percorso che la terra è destinata a compiere in essi.
Nella Gloria non si è Dio, perché Dio crea ed annienta le cose anche e soprattutto quando ama; e dunque appartiene al regno dell'errore perché l'amore è volontà e la volontà è voler alterare il senso proprio ed eterno, cancellarne l'identità. Dio è, quindi, infinitamente meno della più umbratile tra le cose vere. Tutto è oltre Dio - e oltre ogni forma di mortalità, compresa la vita umana come credenza nel poter creare e annientare gli essenti.

## Opere
- La struttura originaria, Brescia, La Scuola, 1958-2014; Nuova ediz. riveduta, Introduzione del 1979, Milano, Adelphi, 1981.
- Per un rinnovamento nella interpretazione della filosofia fichtiana, Brescia, La Scuola, 1960; poi in Fondamento della contraddizione, Collezione Scritti di E. Severino n.5, Milano, Adelphi, 2005.
- Studi di filosofia della prassi, Milano, Vita e Pensiero, 1963; nuova ediz. ampliata, Collezione Scritti di E. Severino, Milano, Adelphi, 1984.
- Ritornare a Parmenide, in «Rivista di filosofia neoscolastica», LVI 1964, n. 2, pp. 137–175; poi in Essenza del nichilismo, Brescia, Paideia, 1972, pp. 13–66; nuova edizione ampliata, Milano, Adelphi, 1982, pp. 19–61.
- Ritornare a Parmenide. Poscritto, in «Rivista di filosofia neoscolastica», LVII 1965, n. 5, pp. 559–618; poi in Essenza del nichilismo, Brescia, Paideia, 1972, pp. 67–148; nuova edizione ampliata, Milano, Adelphi, 1982, pp. 63–133.
- Essenza del nichilismo. Saggi, Brescia, Paideia, 1972; II ediz. ampliata, Milano, Adelphi, 1982.
- Gli abitatori del tempo. Cristianesimo, marxismo, tecnica, Roma, Armando, 1978; nuova edizione ampliata, 1981;
- Téchne. Le radici della violenza, Milano, Rusconi, 1979; II ediz., ivi, 1988; nuova edizione ampliata, Milano, Rizzoli, 2002.
- Legge e caso, Piccola Biblioteca n.89, Milano, Adelphi, 1979.
- Destino della necessità. Κατὰ τὸ χρεών, Biblioteca Filosofica n.1, Milano, Adelphi, 1980.
- A Cesare e a Dio, Milano, Rizzoli, 1983; nuova edizione, 2007.
- La strada, Milano, Rizzoli, 1983; nuova edizione, 2008.
- La filosofia antica, Milano, Rizzoli, 1984; nuova edizione ampliata, 2004.
- La filosofia moderna, Milano, Rizzoli, 1984; nuova edizione ampliata, 2004.
- Il parricidio mancato, Collana Saggi n.31, Milano, Adelphi, 1985.
- La filosofia contemporanea. Da Schopenhauer a Wittgenstein, Milano, Rizzoli, 1986; nuova edizione ampliata, 2004.
- Traduzione e interpretazione dell'«Orestea» di Eschilo, Milano, Rizzoli, 1985.
- La tendenza fondamentale del nostro tempo, Milano, Adelphi, 1988; nuova edizione, 2008.
- Il giogo. Alle origini della ragione: Eschilo, Biblioteca Filosofica n.6, Milano, Adelphi, 1989.
- Antologia filosofica dai Greci al nostro tempo, Milano, Rizzoli, 1989; nuova edizione ampliata, 2005.
- La filosofia futura, Milano, Rizzoli, 1989; nuova edizione ampliata, 2005.
- Il nulla e la poesia. Alla fine dell'età della tecnica: Leopardi, Milano, Rizzoli, 1990; nuova edizione, 2005.
- Filosofia. Lo sviluppo storico e le fonti, 3 voll., Firenze, Sansoni, 1991.
- Oltre il linguaggio, Collana Saggi. Nuova serie n.7, Milano, Adelphi, 1992.
- La guerra, Milano, Rizzoli, 1992.
- La bilancia. Pensieri sul nostro tempo, Milano, Rizzoli, 1992.
- Il declino del capitalismo, Milano, Rizzoli, 1993; nuova edizione, 2007.
- Sortite. Piccoli scritti sui rimedi (e la gioia), Milano, Rizzoli, 1994.
- Heidegger e la metafisica, Collezione Scritti di E. Severino n.4, Milano, Adelphi, 1994 [testi giovanili scritti dal 1948 al 1958].
- Pensieri sul Cristianesimo, Milano, Rizzoli, 1995; nuova edizione, 2010.
- Tautótēs, Biblioteca Filosofica n.13, Milano, Adelphi, 1995.
- La filosofia dai Greci al nostro tempo, Milano, Rizzoli, 1996.
- La follia dell'angelo: conversazioni intorno alla filosofia. A cura di Ines Testoni, Milano, Rizzoli, 1997; nuova edizione, Milano, Mimesis, 2006.
- Cosa arcana e stupenda. L'Occidente e Leopardi, Milano, Rizzoli, 1998; nuova edizione, 2006.
- Il destino della tecnica, Milano, Rizzoli, 1998; nuova edizione, 2009.
- La buona fede, Milano, Rizzoli, 1999.
- L'anello del ritorno, Biblioteca Filosofica n.18, Milano, Adelphi, 1999.
- Crisi della tradizione occidentale, Milano, Marinotti, 1999.
- La legna e la cenere. Discussioni sul significato dell'esistenza, Milano, Rizzoli, 2000.
- Il mio scontro con la Chiesa, Milano, Rizzoli, 2001.
- La Gloria. ἄσσα οὐκ ἔλπονται: risoluzione di «destino della necessità», Biblioteca Filosofica n.20, Milano, Adelphi, 2001.
- Oltre l'uomo e oltre Dio, con Alessandro Di Chiara (interventi di Carlo Angelino), Genova, il melangolo, 2002.
- Lezioni sulla politica. I Greci e la tendenza fondamentale del nostro tempo, Milano, Marinotti, 2002.
- Tecnica e architettura, Milano, Raffaello Cortina Editore, 2003.
- Dall'Islam a Prometeo, Milano, Rizzoli, 2003.
- Fondamento della contraddizione, Milano, Adelphi, 2005.
- Nascere. E altri problemi della coscienza religiosa, Milano, Rizzoli, 2005; Milano, BUR, 2012.
- Sull'embrione, Milano, Rizzoli, 2005.
- Il muro di pietra. Sul tramonto della tradizione filosofica, Milano, Rizzoli, 2006.
- Ricordati di santificare le feste, con Vincenzo Vitiello, Milano, AlboVersorio, 2006 (con CD audio).
- L'identità della follia. Lezioni veneziane, a cura di Giorgio Brianese, Giulio Goggi, Ines Testoni, Milano, Rizzoli, 2007.
- Oltrepassare, Biblioteca Filosofica n.25, Milano, Adelphi, 2007.
- Dialogo su Etica e Scienza, con Edoardo Boncinelli, Milano, Editrice San Raffaele, 2008.
- Immortalità e destino, Milano, Rizzoli, 2008.
- La buona fede. Sui fondamenti della morale, Milano, Rizzoli, 2008.
- Volontà, fede e destino, a cura di Davide Grossi, con un saggio di Massimo Donà, Milano-Udine, Mimesis, 2008 (con due CD audio).
- L'etica del capitalismo e lo spirito della tecnica, con un saggio inedito sulla pena di morte, Milano, AlboVersorio, 2008.
- La ragione, la fede, Milano, AlboVersorio, 2008.
- L'identità del destino. Lezioni veneziane, Milano, Rizzoli, 2009. ISBN 978-88-170-2824-0
- Il diverso come icona del male, Torino, Bollati Boringhieri, 2009.
- Democrazia, tecnica, capitalismo, Brescia, Morcelliana, 2009.
- Discussioni intorno al senso della verità, Pisa, Edizioni ETS, 2009.
- La guerra e il mortale, a cura di Luca Taddio, con un saggio di G. Brianese, Milano-Udine, Mimesis, 2010 (con due CD audio).
- Macigni e spirito di gravità. Riflessione sullo stato attuale del mondo, Milano, Rizzoli, 2010.
- L'intima mano, Biblioteca Filosofica n.28, Milano, Adelphi, 2010.
- Volontà, destino, linguaggio. Filosofia e storia dell'Occidente, a cura di Ugo Perone, Torino, Rosenberg & Sellier, 2010, ISBN 978-88-788-5103-0.
- Istituzioni di filosofia, Brescia, Morcelliana, 2010, ISBN 978-88-372-2456-1. [dispense del corso tenuto nel 1968 all'Università Cattolica di Milano]
- Il mio ricordo degli eterni. Autobiografia, Milano, Rizzoli, 2011; Milano, BUR, 2012.
- La bilancia. Pensieri sul nostro tempo, Milano, BUR, 2011, ISBN 978-88-170-4833-0.
- Del bello, Milano, Mimesis, 2011, ISBN 978-88-575-0693-7.
- La morte e la terra, Biblioteca Filosofica n.30, Milano, Adelphi, 2011.
- Capitalismo senza futuro, Rizzoli, Milano, 2012.
- Educare al pensiero, a cura di Sara Bignotti, Brescia, Editrice La Scuola, 2012.
- Pòlemos, a cura di Nicoletta Cusano, Milano, Mimesis, 2012. ISBN 978-88-575-1062-0
- Intorno al senso del nulla, Saggi. Nuova serie n.70, Milano, Adelphi, 2013.
- L'etica del capitalismo e lo spirito della tecnica. Con un saggio inedito sulla pena di morte, Milano, AlboVersorio, 2013. ISBN 978-88-975-5336-6
- La potenza dell'errare. Sulla storia dell'Occidente, Milano, Rizzoli, 2013.
- Il morire tra ragione e fede, con Angelo Scola, Venezia, Marcianum Press, 2014.
- Parliamo della stessa realtà? Per un dialogo tra Oriente ed Occidente, con Raimon Panikkar, Milano, Jaca Book, 2014.
- Sul divenire. Dialogo con Biagio De Giovanni, Modena, Mucchi, 2014.
- Piazza della Loggia. Una strage politica, a cura di I. Bertoletti, Brescia, Morcelliana, 2015.
- In viaggio con Leopardi. La partita sul destino dell'uomo, Milano, Rizzoli, 2015.
- Dike, Biblioteca Filosofica n.34, Milano, Adelphi, 2015.
- Cervello, mente, anima, Brescia, Morcelliana, 2016. ISBN 978-88-372-2951-1
- Storia, Gioia, Biblioteca Filosofica n.36, Milano, Adelphi, 2016. ISBN 978-88-459-3136-9
- Il tramonto della politica. Considerazioni sul futuro del mondo, Milano, Rizzoli, 2017. ISBN 978-88-170-9471-9
- L'essere e l'apparire. Una disputa, con Gustavo Bontadini, Brescia, Morcelliana, 2017. ISBN 978-88-372-3117-0
- Dell'essere e del possibile, con Vincenzo Vitiello, Milano, Mimesis, 2018. ISBN 978-88-575-4902-6
- Dispute sulla verità e la morte, Milano, Rizzoli, 2018. ISBN 978-88-170-9823-6
- Lezioni milanesi. Il nichilismo e la terra (2015-2016), a cura di Nicoletta Cusano, Milano, Mimesis, 2018, ISBN 978-88-575-4686-5.
- Testimoniando il destino, Biblioteca Filosofica n.39, Milano, Adelphi, 2019. ISBN 978-88-459-3346-2.
- Ontologia e violenza. Lezioni milanesi (2016-2017), a cura di Nicoletta Cusano, Milano, Mimesis, 2019, ISBN 978-88-575-5409-9.
- Il futuro della filosofia, a cura di Riccardo Rita, Roma, Armando Curcio Editore, 2021, ISBN 978-88-6868-525-6.

### Curatele
- Aristotele, I principi del divenire. Libro primo della Fisica, trad., introd. e commento di E. Severino, Brescia, La Scuola, 1957.
- Aristotele, Il principio di non contraddizione. Libro quarto della Metafisica, trad., introd. e commento di E. Severino, Brescia, La Scuola, 1959.
- Moritz Schlick, Sul fondamento della conoscenza, trad., introd. e commento di E. Severino, Brescia, La Scuola, 1963.